# سياسة مجتمعية
السياسة المجتمعية هي حركة في السياسة البريطانية تهدف إلى إعادة إشراك الشعب في العمل السياسي على المستوى المحلي.
لقد تطورت تلك السياسة في الأغلب بين الديمقراطيين الليبراليين ولكنها تعدلت إلى حد ما في حزب الخضر البريطاني وفي أحزاب أخرى وعلى يد المستقلين.
تعتمد السياسة المجتمعية على إجراء ضيق النطاق حيال المشكلات السياسية المحلية. وإليكم مثال يبين كيفية عمل هذه السياسة: ينزعج السكان كثيرًا من مقلب النفايات الناتج عن الملعب. سيكون رد فعل السياسة «غير المجتمعية» هو إصدار بيان يدعو إلى تخصيص المزيد من الموارد للتعامل مع مقلب النفايات. بينما سيكون رد «السياسة المجتمعية» هو قيام أعضاء المجلس المحلي بقيادة مجموعة من الأفراد لإزالة النفايات بأنفسهم ثم إخطار المجتمع المحلي عبر النشرات الإخبارية.
النتيجة هي وجود مجتمع محلي أكثر قوة يشعر أن ممثليه ينجزون شيئًا ما، وهي فرصة أفضل أمام حتى أقل السلطات المحلية موارد لاستغلال الوقت في إيقاف المشكلة في المستقبل.
يسهل دومًا تطبيق الأساليب الأقل ميزانية. فليست هناك حاجة للجوء إلى الإعلانات التليفزيونية أو الرسائل الجماعية المباشرة أو التواصل مع الصحف الوطنية.
يمكن تطبيق مبادئ السياسة المجتمعية في أي مكان ومن خلال أي حزب. فالعوامل الأساسية لتلك السياسة هي العمل المحلي للتعامل مع مخاوف السكان والتواصل الفعال مع السكان المحليين عبر النشرات الإخبارية والتواصل المباشر. فغالبًا ما تحقق الأحزاب التي تتبنى السياسة المجتمعية نجاحًا انتخابيًا (مثل قدرة الديمقراطيين الليبراليين على كسر شرك الأطراف الخارجية)، لا سيما في المناطق التي يسيطر عليها حزب سياسي واحد. قام السكان المحليون في ليتشورت جاردن سيتي، بعدما تفتحت أعينهم بفضل السياسة المحلية والإنجازات المحلية، بتقديم التماس لتشكيل مجلس المدينة لديهم وانتخبوا جميع أعضاء المجلس البالغ عددهم 24 عضوًا من المستقلين. (لقد تنافست الأحزاب السياسية الرئيسية على جميع المقاعد).

## المبادرات الوطنية والمحلية
لقد أدى الخوف من عدم المشاركة في السياسة المحلية في المملكة المتحدة - الظاهر على الأقل في انخفاض معدل التغير في الانتخابات المحلية - إلى إطلاق سلسلة من المبادرات التي تهدف إلى تسهيل مشاركة الأفراد في صناعة القرار المحلي. لكن نجاح تلك المبادرات محل جدال. وتضم المبادرات الوطنية المهمة التغيرات في الأنظمة الانتخابية للسماح بالتصويت الخارجي عبر البريد على أساس التجربة، والعملية المطروحة في قانون الحكومة المحلية لعام 2000 والذي يمكن للعامة بموجبه أن يتقدموا بالتماس للمطالبة بإجراء استفتاء حول إمكانية وجود عمدة منتخب محليًا. وتستلزم تيارات تمويل التجديد الوطني، مثل صفقة جديدة للمجتمعات، قيادة مجتمعية كجزء من ترتيبات الحكم. فعلى المستوى المحلي، أنشأت العديد من السلطات المحلية لجان «منطقة» أو «قسم» أو «حي سكني» وما شابهه للنظر في المشكلات المجتمعية المحلية، وفي بعض الأحيان يتم تخصيص ميزانيات. ويهدف أيضًا الشرط المفروض على كل سلطة محلية في إنجلترا وويلز لإنشاء شراكة إستراتيجية محلية إلى تسهيل مشاركة المزيد من أفراد المجتمع. وهناك أيضًا تصحيح مستمر لآليات المشاركة العامة ومشاركة المرضى في المشكلات الصحية. يشتمل قانون الشرطة والعدالة لعام 2006 والورقة البيضاء للحكومة المحلية لعام 2006 على عمليات «دعوة المجتمع للعمل»، وتبين تلك العمليات الآليات القانونية لتقديم السكان المحليين لمشكلاتهم رسميًا أمام السلطة المحلية وغيرها من مؤسسات القطاع العام.

## وصلات خارجية
- "The Theory and Practice of Community Politics". مؤرشف من الأصل في 2018-10-24. اطلع عليه بتاريخ 2005-12-16.
- Hain, P., (Ed.) (1976) Community Politics Calder Publications Ltd ISBN 0-7145-3543-5

## قراءات أخرى
Community Politics by Robert Ingham in Brack and Randall (eds.) Dictionary of Liberal Thought, Politico's publishing, 2007
Community Politics Today: A collection of Essays J Bridges (ed.), ALDC, Hebden Bridge, 2006